# Isola di Fondra
Isola di Fondra es una localidad y comune italiana de la provincia de Bérgamo, región de Lombardía, con 184 habitantes.

## Evolución demográfica
| Gráfica de evolución demográfica de Isola di Fondra entre 1861 y 2001 |
|                                                                       |
| Fuente ISTAT - elaboración gráfica de Wikipedia                       |